# Yaféra
Yaféra est une commune du Sénégal, située sur la rive gauche du fleuve Sénégal dans le département de Bakel.

## Géographie
Yaféra est situé à l’est du Sénégal, sur la rive gauche du fleuve Sénégal dans le département de Bakel à la frontière du Mali et de la Mauritanie à 716 km de Dakar capitale du pays.
Le village de Yaféra est limité au sud, légèrement au-delà du marigot dit Belin Khoolé, par les terres dites « Fallankoummé »,  exploitées par la famille Fofana. Au nord, il est limité par le marigot, appelé Gouran Khoolé ainsi que les collines de Gouran Guidé. Limité à l’est par le fleuve Sénégal, c’est un village qui, par contre présente une limite assez floue à l’ouest. Cependant, un fromager géant du nom de  «  Marsa dindinn lémé », marquerait la lisière avec le village peuhl de Marsa. Cette information a été vérifiée par Woury Maama Timéra accompagné du forgeron Samba Sadio Dianifaba comme témoin, auprès du doyen du village Samba Moussa Timéra et consignée dans le livre familial tenu par Mamadou Sylla Fofana.

## Histoire
Manga Fofana, l'ancêtre fondateur du village de Yaféra est un Fofana-Djoukhadou. C’était un guerrier de la tribu des Kagoro. Il avait pour tâche, d'escorter les caravanes d'un lieu à un autre à travers cette vaste étendue du Nioro du Sahel et du Guidimaxa, à une époque ou la famine et la disette sévissait gravement. Un jour, sa caravane fut attaquée par des brigands et il fut gravement blessé. Ne pouvant plus poursuivre dans son état, il demanda à ses compagnons de partir et de le laisser s’installer dans un endroit ou il pourra se soigner correctement.
C’est ainsi qu’il s’installa à un endroit au confluent du fleuve Sénégal et du marigot Goura N’xoole, sur la rive gauche de cette partie du Sénégal qu’il nomma Kadiola, puis Gassambillakhé et finalement Yaféra.
Manga Fofana donna naissance à Manga Tabou Fofana, qui eut pour fils Manga Berséfé Fofana qui à son tour engendra Manthio Manga Fofana. C'est Manthio Manga Fofana qui, au début du XVIe siècle, vers 1500, a accueilli les familles Timera du clan Touré et leur chef Madiéry Touré.
Le clan Touré qui deviendra Timéra par la suite, est arrivé de Wagadou, ancien empire du Ghana après son éclatement. Puis ils sont passés entre autres, par Banaya, Yafillakhé, Sobokou, Dialambi où ils séjournèrent quelque peu avant d’être reçu par Manthio Manga. Leur nombre était important, et le cortège était composé essentiellement de guerriers, mais aussi de marabouts, d’hommes de castes et de captifs.
Leur objectif initial était d’aller combattre Samba Yaté Diagolla, chef de guerre qui avait défié l’autorité des Mangu (la haute noblesse soninké) qui gouvernaient cette partie du monde. Mais ils apprirent sur le chemin que Samba Yaté Diagolla est mort. Une grande partie retourna chez eux, mais 19 chefs de familles, à leur tête le patriarche Madiéry Touré, décidèrent de rester car ils considèrent que leur objectif n’étant pas atteint, retourner bredouille serait un déshonneur.
Ils parvinrent à ravir la chefferie à la famille Fofana par un subterfuge, trahissant ainsi l’hospitalité qui leur avait été offerte. Ils ne pouvaient pas rester dans un si petit village avec une si grande force sans en être les maîtres.
C’est alors qu’ils décidèrent de sceller un pacte entre les deux familles qui définira pour la prospérité, le rôle que chacun aura à jouer dans leur vie communautaire.
Parmi les mesures actées  :
- La famille Timéra héritera de la chefferie exclusive et en assurera le plein exercice
- Elle assurera également les fonctions de guide religieux et imams par sa branche maraboutique
- La famille Fofana conservera l’intégralité des terres à l'exception de celles qu’elle aura concédées pour les habitations et l’exploitation agricole
- C’est elle qui intronise les chefs de village
- Qui assure la régence pendant les 4 mois de période de deuil avec plein exercice
- Qui pose la première pierre de la fondation de toutes les constructions publiques du village
- Qui tient le rôle de médiateur dans les conflits et querelles du village
- Leur demeure appelée Mangara est sacrée et constitue un refuge pour tous ceux qui y pénètrent quelle que soit la nature de leur acte[2]

Aujourd'hui, culturellement, Yaféra est un village pluri-ethnique, majoritairement constitué de Soninkés, à côté des Peuls, des Bambaras et des Wolofs, tous d’obédience musulmane et vivant en parfaite harmonie dans l’espace villageois.
Sur le plan linguistique, les populations sont assez ouvertes en ce sens que, en dehors du soninké qui est ici une langue véhiculaire, les autres langues parlées dans le village sont le pulaar, le bambara, le wolof et le français.

## Administration
Le village se trouve dans le département de Bakel, elle-même appartenant à la région de Tambacounda.
Il fait partie de la communauté rurale de Ballou, mais l'organisation traditionnelle, bien structurée autour du chef de village, reste très influente.
L'actuel chef de village s'appelle Khamidou Sada Timéra, il a été intronisé le 8 mars 2018.

## Économie
Les secteurs d’activités sont l’agriculture, l’élevage et le commerce.
Ces activités sont la principale source économique du village, voire de toute zone du département, après les envois de fonds par la diaspora, avec une majorité des fonds venant des  pays occidentaux, notamment la France.
L'association Yaféra Koffo Xibaru (YKX), ancrée dans la lutte contre la déforestation et la pollution, initiatrice des enjeux de demain, œuvre dans les domaines de la scolarisation des enfants, la santé communautaire par la fourniture de moyens médicaux, l'intégration des femmes au développement durable et l'agriculture par l'assistance, la formation et l'apport de techniques agricoles.

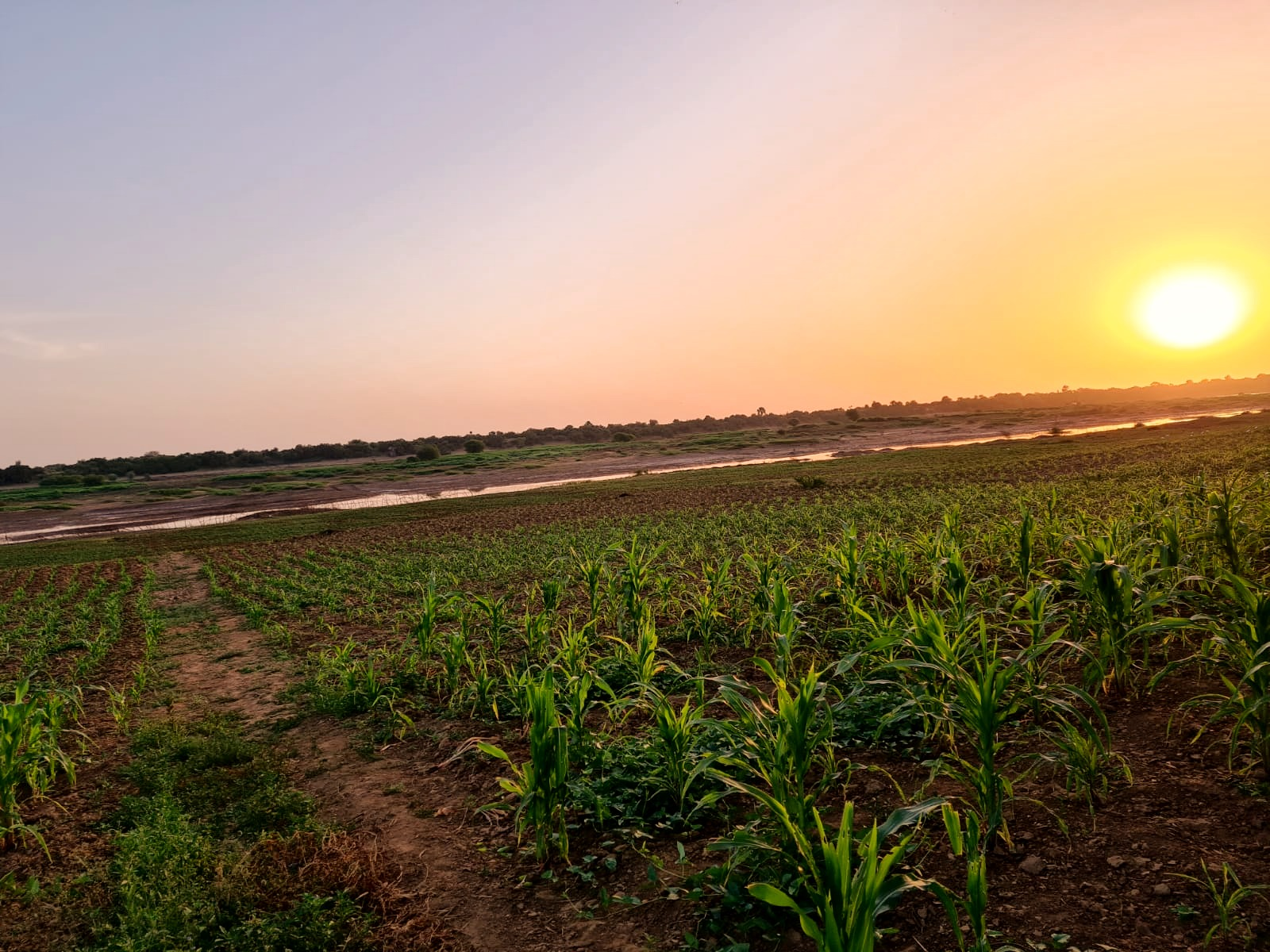
Champs de maïs (Doundé, vers Goura N'khollé)

### L’agriculture
L’agriculture pluviale est la principale activité des populations en ce sens qu’elle occupe plus de 95 % des actifs du village. Ainsi, sur le plan pédologique, la texture des sols constituée de sols deck et deck-dior est favorable à la culture de spéculations comme le mil, le sorgho, le maïs, le niébé et l’arachide. Le mil, le maïs et le niébé constituent les cultures vivrières alors que l’arachide demeure une culture de rente. Les revenus agricoles constituent plus de 80 % des revenus globaux des populations de la localité.

### Le maraîchage
Le maraîchage est une activité à laquelle les femmes s’adonnent. Cette activité, à l’image de toutes les autres activités des populations de la localité n’a pas encore atteint son véritable potentiel de production du fait d’une part de la rareté de l’eau, et d’autre part, de la faiblesse de la production, de l’étroitesse des marchés et des difficultés de commercialisation.
C’est une activité qui démarre véritablement à partir du mois de septembre dans l’arrière-cour des maisons. Elle contribuerait à l’autosuffisance alimentaire des populations de la localité.
Sa zone d’intervention appartient au domaine soudanien. Elle est caractérisée par 8 mois de saison sèche et 4 mois de saison pluvieuse avec un déficit pluviométrique persistant.
Cette zone est traversée par le fleuve Sénégal. La rive gauche de ce cours d’eau est jalonnée de mares temporaires qui étaient le lieu de reproduction des poissons du fleuve et où s’organisaient la pêche. Depuis trois décennies, la plupart de ces mares ne se remplissaient plus d’eau à cause de la sécheresse persistante et du barrage hydroélectrique de Manantali.
En outre, la sécheresse et d’autres facteurs anthropiques tels que l’agriculture, l’élevage et la coupe de bois de feu et de service ont provoqué une forte dégradation de la végétation et de la biodiversité. C’est le cas de la mare Samba Sélou de Yaféra où les populations, avant l’avènement de ces problèmes, organisaient des séances de pêche collective.
La pêche collective avait cédé la place à la culture du riz qui était pratiquée par les femmes dans le fond de la mare. Certaines espèces d’oiseaux et de poissons qui fréquentaient cette mare étaient devenues rares ou avaient disparu de la zone. Les populations de Yaféra avaient difficilement accès au poisson frais de qualité.

## Culture

### Yaféra Gango ou l'Appel du village
Yaféra Gango ou l'Appel du village est avant tout un évènement social de l'association Yaféra Koffo Xibaru.
C'est un appel lancé à tous les Yaférankés quel que soit son lieu d'habitation. Cet évènement prévu les 14 et 16 août 2022 a lieu au village de Yaféra. Il a pour objectifs principaux de réunir les Yaférankés du Sénégal et de la diaspora pour réfléchir autour de projets de développement communautaire. Cette première édition va porter sur l'environnement, notamment la salubrité, la plantation d'arbres et la collecte et la gestion des ordures ménagères.

### Journée culturelle de Yaféra en France
Journée culturelle de Yaféra en France (édition 2023) est un évènement culturel piloté par l'Association Yaféra Koffo Xibaru. La première édition a lieu le 15 juillet 2023 à la salle des fêtes de la ville de Dourdan.
Cette journée est l’occasion de célébrer notre culture avec des présentations artistiques, des expositions d’articles, des projections de films documentaires sur les projets de développement du village.

## Personnalités liées à Yaféra

Capitaine Sada Ciré Timéra

### Capitaine Sada Ciré Timéra
Il est originaire de Yaféra. C'est le père de l'actuel chef du village Hamidou Sada Timéra. Il est né en 1875 à Yaféra (Subdivision de Bakel), double nationalité sénégalaise et française, il fut chef de canton du Goye Supérieur (Subdivision de Bakel - Cercle de Matam). Engagé dans la Marine militaire le 7 juillet 1894. Libéré le 26 octobre 1896. Engagé dans la Milice du Dahomey le 16 novembre 1897 comme garde de 1re classe. Chevalier de l’Étoile Noire du Bénin le 16 juillet 1909, Médaille Coloniale le 13 janvier 1919, Médaille de la Victoire le 14 juillet 1922. Nommé Chef de Canton du Goye Supérieur (Subdivision de Bakel - Cercle de Matam) le 8 août 1927. Nommé à la 4e classe pour compter du 1er juillet 1945. Retraité le 6 août 1926 comme inspecteur de 1re classe.  Le capitaine Sada Ciré Timéra a obtenu la Légion d’honneur et la croix de chevalier le 3 mars 1950. Il fut récompensé pour  son héroïsme militaire lors de la seconde guerre Mondiale en donnant son nom au célèbre camp militaire de la 10e CFV de Bakel « camp militaire Sada Cré Timéra ». Il est décédé en 1956.

### Yéli Samba Touré Timéra
Il fut marin, puis boxeur professionnel, puis soldat tirailleurs sénégalais engagé dans l'artillerie française lors de la deuxième guerre mondiale 1939-1945, puis infirmier militaire. Il est fait prisonnier par les allemands, Il mourra en captivité. Il est hospitalisé à l'hôpital du Grand Séminaire de Rennes. Le 14 août 1943, il est évacué sur Périgueux puis sur l'hôpital complémentaire de Lanmary, en Dordogne pour tuberculose unilatérale, où après 7 mois de maladie, il décède le 16 février à l'âge de 33 ans,.

Idrissa Konaté

### Idrissa Konaté boxeur
Professionnel à Paris, il fut ancien champion d'Afrique des poids moyens.

### Adrian Adams-Sow
Adrian Adams (1945-2000), anthropologue et militante américaine, a vécu de nombreuses années à Yaféra.